# Pachymerium pereirai
Pachymerium pereirai är en mångfotingart som beskrevs av Shear och Peck 1992. Pachymerium pereirai ingår i släktet Pachymerium och familjen storjordkrypare. Inga underarter finns listade i Catalogue of Life.